# P/1996 R2 (Lagerkvist)
P/1996 R2 (Lagerkvist) est une comète périodique appartenant à la famille des comètes de Jupiter. La comète a la particularité d'avoir son orbite en bonne partie dans la ceinture principale d'astéroïdes et elle fait partie de la famille des comètes quasi-Hilda.
La comète a été découverte en 1996 par Claes-Ingvar Lagerkvist et, en conséquence, porte son nom.
Lors des trois passages suivants, en 2004, 2011 et 2019, la comète n'a pas été observée et peut donc actuellement être considérée comme une comète perdue, bien qu'elle n'ait pas encore été officiellement reclassée comme telle.

## Évolution orbitale et historique des observations

### Retour en orbite autour du Soleil

#### 2052: passage près de Jupiter
Le 12 octobre 2052, la comète passera à 0,732 ± 0,020 unité astronomique (109,5 ± 2,9 millions de kilomètres) de Jupiter.